# Independência Football Club
Independência Football Club foi uma agremiação esportiva da cidade de Manaus, no estado do Amazonas.

## História
O nome do clube é uma alusão a data de fundação do clube, dia 7 de setembro de 1925. O Independência foi fundado no Bairro dos Tocos (atual Bairro de Aparecida) e sua primeira sede ficava na Rua Alexandre Amorim, no próprio bairro. Suas cores eram vermelho e branco e a primeira competição oficial que participou foi o campeonato extra de 1926. O seu primeiro rival foi a equipe do Libertador pois ambos os clubes tinham suas sedes instaladas na mesma rua. Durante seus primeiros anos de vida teve em seu quadro titular dois craques do futebol local: Marcolino e Vidinho.

### Participações no Estadual
O Independência participou de 23 edições do Campeonato Amazonense, sendo ainda hoje um dos 10 clubes que mais vezes disputaram a Primeira Divisão, tendo disputado nos seguintes anos: 1927, 1928, 1929, 1930, 1931, 1932, 1933, 1934, 1935, 1936, 1937, 1938, 1939, 1940, 1941, 1942, 1943, 1944, 1945, 1947, 1957, 1959 e 1960. O clube foi mais um dos que abandonaram as competições oficiais após o profissionalismo chegar em 1964.
Depois do afastamento do Campeonato Amazonense de Futebol logo antes da profissionalização chegar, o Independência ainda teve longa vida disputando os campeonatos de amadores da Federação Amazonense de Futebol.

### Excursão ao Nordeste
O clube foi o primeiro do estado do Amazonas a fazer uma excursão por um estado do Nordeste, quando foi realizar partidas contra equipes maranhenses em 1929, em São Luis . Dentre as equipes estava a Seleção Maranhense, o América, o Vasco e o Sampaio Corrêa. Alguns dos jogos que se tem registro foram:
- Independência 3x1 Seleção Maranhense
- Independência 2x3 Sampaio Corrêa
- Independência 1x3 Paysandu